# 小林絹治
小林 絹治（こばやし きぬじ、1888年（明治21年）2月20日 - 1973年（昭和48年）3月28日）は、日本の政治家。自由民主党衆議院議員（7期）。

## 経歴
1888年（明治21年）2月20日、兵庫県加東郡河合村三和（現・小野市三和町）の農家の次男として生まれた。河合小学校を卒業し、関西大学法学部卒業。代用教員をしつつ正教員を目指したが一念発起してアメリカに渡り、1916年（大正5年）にカリフォルニア大学・同大学院法科を修了する。
帰国後は立憲政友会系の中央新聞主筆、同編集局長を経て、1921年（大正10年）には南満洲鉄道に入社。秘書、参与、ニューヨーク支店長、東京支店庶務課長を歴任した。1929年（昭和4年）に退社して立憲政友会に身を置く。
1930年（昭和5年）、第17回衆議院議員総選挙で初めて加東郡から出馬するも落選。1932年（昭和7年）の第18回衆議院議員総選挙において兵庫3区（当時）から立憲政友会公認で立候補して当選する。これ以来7回当選。1932年11月から満洲問題審議のために開かれた国際連盟理事会に参加する代表団随員に選ばれた。選出の背景には全権である松岡洋右の意向があったようである。松岡は、1933年（昭和8年）2月24日の連盟総会でリットン調査団報告に基づく勧告書が採択されると、連盟への決別演説を行って退場。小林はスイスから帰国後、5月に郷里を訪問し、歓迎を受けた。
廣田内閣で農林参与官となった。1939年（昭和14年）の政友会分裂に際しては中島知久平が総裁を務める政友会革新派同盟に所属した。1942年（昭和17年）の第21回衆議院議員総選挙（いわゆる翼賛選挙）では翼賛政治体制協議会の推薦を受けて当選。
戦後、日本進歩党の結党に参加するが公職追放となる。追放解除後の1952年（昭和27年）の第25回衆議院議員総選挙で自由党公認で立候補して当選して政界に復帰する。その後日本民主党から保守合同後は自由民主党に入り、衆議院地方行政委員長、第2次岸内閣外務政務次官を歴任した。また自民党内では大野伴睦派に所属した。1960年の第29回衆議院議員総選挙で落選し政界から引退した。
1973年（昭和48年）2月20日、死去した。85歳没。同月30日、特旨を以て位三級を追陞され、死没日付で正五位から従三位に叙された。

## 親族
- 息子 - 小林正巳（衆議院議員）